# تصفيات أمريكا الشمالية لكأس العالم 2010 – الدور الأول
هذه الصفحة تقدم ملخصات الدور الأول من تصفيات الكونكاكاف للتأهل إلى بطولة كأس العالم. المنتخبات الـ22 والمصنفة من 14 إلى 35 حسب التصنيف الشهري للمنتخبات الصادر من الاتحاد الدولي لكرة القدم في مايو 2007 حيث يتواجه منتخب ينتمي لتصنيف يقع ما بين 14 و 24 مع منتخب آخر يقع في تصنيف يقع ما بين 25 و 35 . تم إجراء القرعة في 25 نوفمبر 2007 في دوربان، جنوب أفريقيا. المنتخبات الثلاثة عشر التي احتلت صدارة التصنيف تأهلت مباشرة إلى الدور الثاني.

## الطريقة
في هذا الدور توجد 11 مباراة والفائزون لإياب يتأهلون إلى الدور الثاني. جميع المباريات ستلعب بطريقة الذهاب والإياب إلا 3 مواجهات ستقام من مباراة واحدة في نهاية شهر مارس وهي (بورتوريكو - دومينيكان)، (غرينادا - جزر العذراء الأمريكية)، (مونتسيرات - سورينام) بسبب عدم موافقة الملاعب في هذه البلدان لمتطلبات الاتحاد الدولي لكرة القدم لاستضافة مباراة دولية.

## المجموعة 1

### المجموعة 1أ
| دومينيكا          | 1 – 1 | باربادوس           |
| ----------------- | ----- | ------------------ |
| ريتشارد باكيت 21' | تقرير | راشيدا ويليامز 43' |

| باربادوس           | 1 – 0 | دومينيكا |
| ------------------ | ----- | -------- |
| دواين ستانفورد 80' | تقرير |          |

فاز منتخب باربادوس 2-1 في مجموع المباراتين وتأهل لملاقاة منتخب الولايات المتحدة في الدور الثاني.

### المجموعة 1ب
| جزر توركس وكايكوس                  | 2 – 1 | سانت لوسيا          |
| ---------------------------------- | ----- | ------------------- |
| ديفيد لوري 31' · غافين غلينتون 74' | تقرير | غيلبرت نيهايم 90+2' |

| سانت لوسيا                      | 2 – 0 | جزر توركس وكايكوس |
| ------------------------------- | ----- | ----------------- |
| كنوين مكفي 28' · تيتوس إلفا 85' | تقرير |                   |

فاز منتخب سانت لوسيا 3-2 في مجموع المباراتين وتأهل لملاقاة منتخب غواتيمالا في الدور الثاني.

### المجموعة 1ج
| برمودا           | 1 – 1 | جزر كايمان                       |
| ---------------- | ----- | -------------------------------- |
| تايرل بيرغيس 18' | تقرير | أليان ريتشارد غرانت فيلاسكيز 87' |

| جزر كايمان                   | 1 – 3 | برمودا                                |
| ---------------------------- | ----- | ------------------------------------- |
| مارشال فوربس 63' (ركلة جزاء) | تقرير | ديفون ديغراف 18'، 25' · كوام ستيد 52' |

فاز منتخب جزر برمودا 4-2 في مجموع المباراتين وتأهل لملاقاة منتخب ترينيداد وتوباغو في الدور الثاني.

### المجموعة 1د
| أروبا | 0 – 3 | أنتيغوا وباربودا                                              |
| ----- | ----- | ------------------------------------------------------------- |
|       | تقرير | جورج دبلن 23' · غايسون غريغوري 27' · داريو سييرا 40' (بالخطأ) |

| أنتيغوا وباربودا  | 1 – 0 | أروبا |
| ----------------- | ----- | ----- |
| أوكيم تشالنغر 86' | تقرير |       |

فاز منتخب أنتيغوا وباربودا 4-0 في مجموع المباراتين وتأهل لملاقاة منتخب كوبا في الدور الثاني.

## المجموعة 2

### المجموعة 2أ
| بليز                                    | 3 – 1 | سانت كيتس ونيفيس   |
| --------------------------------------- | ----- | ------------------ |
| ديون ماكولي 7'، 41' · هاريسون روتشز 23' | تقرير | جيرارد ويليامز 13' |

| سانت كيتس ونيفيس    | 1 – 1 | بليز           |
| ------------------- | ----- | -------------- |
| أورلاندو ميتشوم 84' | تقرير | إلروي سميث 39' |

فاز منتخب بيليز 4-2 في مجموع المباراتين وتأهل لملاقاة منتخب المكسيك في الدور الثاني.

### المجموعة 2ب
| جزر البهاما         | 1 – 1 | جزر العذراء البريطانية |
| ------------------- | ----- | ---------------------- |
| ليسلي سانت فلور 47' | تقرير | روهان لينون 68'        |

| جزر العذراء البريطانية  | 2 – 2 | جزر البهاما                      |
| ----------------------- | ----- | -------------------------------- |
| أنادال ويليامز 78'، 90' | تقرير | مايكل بيثل 40' · ديمون ميتشل 52' |

فاز منتخب الباهاما 3-3 في مجموع المباراتين بأفضلية الأهداف خارج القواعد وتأهل لملاقاة منتخب جامايكا في الدور الثاني.
| جزر الأنتيل الهولندية                 | 2 – 0 | {{بيانات بلد DOM \| رابط علم/صميم \| رابط علم/صميم \| variant = \| size = \| name = \| altlink = لكرة القدم \| altvar = كرة قدم }} |
| ------------------------------------- | ----- | --- |
| تايرون لوران 42' · أنجيلو زيمرمان 81' | تقرير | |

فاز منتخب بورتوریکوفي مجموع المباراتين 1-0 وتأهل لملاقاة منتخب هايتي في الدور الثاني.

### المجموعة 2د
لم تقم أي مباراة في هذه المجموعة. سيلعب سانت فينسينت مباشرة مع منتخب كندا في الدور الثاني.

## المجموعة 3

### المجموعة 3أ
| غرينادا | 10 – 0 | جزر العذراء الأمريكية |
| --- | ------ | --------------------- |
| جيسون روبرتس 3'، 8' · ريكي تشارلز 9'، 43'، 65'، 87' · شين ريني 22' · دورسيت لانغياني 56' · بايرون بوب 82' · دوايت فيرغسون 89' (بالخطأ) | تقرير  |                       |

فاز منتخب غرينادا وتأهل لملاقاة منتخب كوستاريكا في الدور الثاني.

### المجموعة 3ب
| مونتسرات           | 1 – 7 | سورينام                                                                                             |
| ------------------ | ----- | --------------------------------------------------------------------------------------------------- |
| فلاديمير فاريل 48' | تقرير | ونسلي كريستوف 36'، 56' · كليو ووندل 44' · ملفين فاليز 65' · كينزو هور 82'، 85' · رايديل سكورمان 88' |

فاز منتخب سورينام وتأهل لملاقاة منتخب غيانا في الدور الثاني.

### المجموعة 3ج
| السلفادور | 12 – 0 | أنغويلا |
| --- | ------ | ------- |
| شون مارتن 5'، 18' · روديس كوراليس 31'، 33'، 54'، 65'، 68' · رونالد سيريتوس 47'، 77'، 84' · إيليسيو كوينتانايلا 70' · إيمرسون أومانيا 80' | تقرير  |         |

| أنغويلا | 0 – 4 | السلفادور                                                                                |
| ------- | ----- | ---------------------------------------------------------------------------------------- |
|         | تقرير | رونالد سيريتوس 7' · روديس كوراليس 15' · كارلوس مونتياغودو 22' · ويليام أنطونيو توريس 36' |

فاز منتخب السلفادور 16-0 في مجموع المباراتين وتأهل لملاقاة منتخب بنما في الدور الثاني.

### المجموعة 3د
| نيكاراغوا | 0 – 1 | جزر الأنتيل الهولندية |
| --------- | ----- | --------------------- |
|           | تقرير | أنطون يونغسما 15'     |

| جزر الأنتيل الهولندية                 | 2 – 0 | نيكاراغوا |
| ------------------------------------- | ----- | --------- |
| تايرون لوران 42' · أنجيلو زيمرمان 81' | تقرير |           |

فاز منتخب جزر الأنتيل الهولندية 3-0 في مجموع المباراتين وتأهل لملاقاة منتخب هايتي في الدور الثاني.

## الهدافون
اسم اللاعب الغامق معناه أن منتخبه تأهل إلى الدور الثاني. تم تسجيل 68 هدف في 19 مباراة بمعدل 3,58 هدف لكل مباراة.
6 أهداف
- روديس كوراليس

4 أهداف
| - رونالد سيريتوس | - ريكي تشارلز |  |

هدفين
| - ديون ماكولي - ديفون ديغراف - أنادال ويليامز | - شون مارتن - جيسون روبرتس | - كينزو هور - ونسلي كريستوف |

هدف
| - غايسون غريغوري - جورج دبلن - أوكيم تشالنغر - ديمون ميتشل - ليزلي سانت فليور - مايكل بيثل - دواين ستانفورد - راشيدا ويليامز - إلروي سميث - هاريسون روتشز - كوامي ستيد - تايرل بيرغيس - روهان لينون | - أليان غرانت - مارشال فوربس - ريتشارد باكيت - كارلوس مونتياغودو - إيليسيو كوينتانايلا - إيمرسون أومانيا - ويليام أنطونيو توريس - دورسيت لانغياني - شين ريني - بايرون بوب - فلاديمير فاريل - أنجيلو زيمرمان - أنطون يونغسما | - تايرون لوران - بيتر فيليغاس - جيرارد ويليامز - أورلاندو ميتشوم - غيلبرت نيهايم - كنوين مكفي - تيتوس إلفا - كليو ووندل - ملفين فاليز - رايدل تشورمان - ديفيد لوري - غافين غلينتون |

هدف عكسي
| - داريو سييرا (لصالح أنتيغوا وباربودا) | - دوايت فيرغسون (لصالح غرينادا) 1. |  |